# الصبي سارق الفجل
الصبي سارق الفجل (بالصينية: 盗萝卜的男孩)هي رواية قصيرة صادرة عام 1985 للروائي الصيني مو يان، الحائز على جائزة نوبل في الأدب عام 2012. تعتبر هذه الرواية أولى أعماله الأدبية التي وضعت اسمه على خارطة الأدب الصيني والعالمي، وتتميز بسردها الواقعي الذي يجسد الحياة الريفية الصينية في فترة الثورة الثقافية (1966-1976). تم ترجمت الرواية إلى العربية عام 2015 على يد حسانين فهمي حسين ونشرتها الهيئة المصرية العامة للكتاب.

## خلفية الرواية
وُلد مو يان في عام 1955 بريف مقاطعة شاندونغ في الصين، ونقلت الرواية إلى حد كبير تجربة طفولته الشخصية التي عمل خلالها كعامل يدوي في الأعمال الزراعية والصناعية. لم يكن مو يان متمرسًا في النظريات الأدبية حين كتب الرواية، مما منحها براءة السرد وصدق التعبير عن الواقع القاسي الذي عاشه،حيث يعمل الصبي مع العمال في بناء الهويس - وهي منشأة مائية تنقل المياه من منسوب إلى آخر - في ظل ظروف قاسية وصراعات اجتماعية صعبة. تبرز الرواية واقع الفقر والتهميش، وحياة الأجراء والعمال الذين يعيشون يومهم دون ضمان مستقبل، في ظل نظام اشتراكي يدعي المساواة لكنه يفرض قسوة على الأضعف.تعكس الرواية بتفاصيلها الدقيقة يوميات هذه الفئة المهمشة، عبر قصة الصبي الذي فقد أمه، وهجره أبوه، وتعيش معه زوجة أبيه القاسية التي تعامله بعنف مستمر. كما يرسم مو يان صورة واضحة للمجتمع الريفي الصيني الذي لا يرحم ضعفاءه، من خلال المراقب نائِب رئيس العمال «ليو تاي يانغ» الذي يتعامل بفظاظة مع الصبي ويظهر حقدًا يشبه عداوة زوجة الأب له.

## ملخص الرواية
تدور أحداث الرواية حول صبي صغير يُعرف بـ"الصبي الأسمر" أو "هي-هاي"، الذي يعيش في قرية ريفية خلال فترة الثورة الثقافية الصينية. يعاني الصبي من فقدان أمه، وغياب أبيه الذي هجر العائلة منذ سنوات، ويتعرض لسوء معاملة زوجة أبيه القاسية. يعمل الصبي في مواقع البناء وورش العمل في ظروف قاسية، بداية كمساعد للبناء ثم كمساعد للحداد، وسط بيئة مليئة بالقهر والفقر.تتميز الرواية بسرد متفرد يتمحور حول صمت الصبي الذي لا يتكلم طوال الأحداث، حيث يُفسر صمته كمقاومة داخلية للمعاناة التي يعيشها. تتطور علاقاته مع بعض الشخصيات مثل الفتاة جيوتزة ذات القلب الطيب، والبناء الشاب الذي يحاول حمايته من قسوة نائب رئيس العمل "ليو".ورمز الفجل في الرواية يمثل براءة الصبي المفقودة وحياته التي تنزلق بين البحث عن الأمان والهوية وسط واقع قاسٍ.

## البنية السردية وشخصية الصبي الصامت
تعتمد الرواية على الواقعية الاشتراكية في تصوير الواقع القاسي الذي يعانيه الفلاحون والعمال في الصين الريفية، لكنها تتخللها لحظات وصفية دقيقة تشبه اللوحات السينمائية الحية. تُبرز الرواية الفقر والظلم الاجتماعي من خلال نظرة الطفل التي تدمج بين البراءة والقسوة، مع توظيف الرمزية في تصوير الشخصيات والعالم المحيط.تستخدم الرواية سردًا بسيطًا بعيدًا عن التعقيدات النظرية، مع لغة تحمل البراءة والصدق، مما يجعل القارئ يشارك بعمق في تجربة البطل.الاختيار الأبرز في الرواية هو تصوير البطل «هي-هاي» كصبي صامت لا يتكلم طوال العمل، وكأن الصمت هو لغته المميزة وأداة المقاومة الوحيدة لديه. هذا الصمت يمنحه قوة خاصة، فهو لا يعبر عن ألمه بالكلام بل بنظراته، وهو ما يضاعف الإحساس بالقهر والعزلة التي يعانيها.حيث يرى النقاد أن الصمت هنا هو رمز للمقاومة ضد عالم قاسٍ وعبثي، وعجز النظام المجتمعي عن تقديم الحماية والعدالة. لا يخلو السرد من مشاهد تصويرية بديعة، حيث تتداخل تفاصيل العمل اليومي مع مشاعر الصبي الداخلية، في مشاهد تبدو كلوحات سينمائية متحركة، مثل وصفه أثناء نفخ الكير أو تكسير الأحجار.
على الجانب الآخر، تحضر في الرواية شخصيات داعمة للصبي مثل البناء الشاب الذي يسانده، والفتاة جيوتزة ذات القلب الطيب التي تشفق عليه وتحاول أن تكون له أختًا، في مقابل شخصيات أخرى شريرة كالحداد الأعور الذي يمثل العنف والحقد، ويتعامل مع الصبي بوحشية ويثير الغيرة تجاه البناء الشاب.

## الأسلوب واللغة
اتسمت الرواية بأسلوب سردي واقعي بحت، مع اعتماد على لغة تصف التفاصيل اليومية بحرفية دقيقة. يمكن القول إن رواية «الصبي سارق الفجل» تمزج بين الواقعية السحرية في تصويرها للعالم المحيط الذي يبدو في بعض اللحظات كأنه خارق للطبيعة، وبين الواقعية الاشتراكية التي تؤكد على الصراع الطبقي والقهر الاقتصادي والاجتماعي.لكن الترجمة العربية، رغم كفاءتها العالية، أثارت جدلاً بين النقاد والقراء بسبب استخدام اللهجة المصرية العامية في حوارات الرواية،الأمر الذي أدى إلى فجوة في التلقي العربي حيث تصارع صورة الواقع الريفي الصيني مع لهجة عامية مصرية يصعب التوفيق بينهما، مما أثر على حيوية الرواية وأبعادها الإنسانية العميقة.

## القضايا
تطرح الرواية مجموعة من القضايا الكبرى على لسان أحداثها وشخوصها، أبرزها:
- الطفولة في مواجهة القهر: الطفولة هنا مهددة، وغياب الرعاية والأسرة يدفع الطفل إلى مواجهة قاسية للعالم، لا يملك فيها إلا الصمت والبحث عن ذاته، وهو ما يجعل البطل رمزًا لكل طفل مهدور في مجتمعات الظلم والاضطهاد.
- الواقع والاشتراكية المتناقضة: تكشف الرواية التناقض الحاد بين مبادئ النظام الاشتراكي المعلنة والممارسات القاسية التي يتعرض لها العمال، حيث يهيمن القمع والاستغلال حتى داخل الجماعة نفسها.
- الهوية والمقاومة: الصمت والانغلاق على الذات كأدوات مقاومة تعكس رغبة في الاحتفاظ بالهوية رغم قسوة الظروف.
- البيئة الريفية كمسرح للصراع: الريف الصيني كما تصوره الرواية ليس فقط مكانًا جغرافيًا بل فضاءً حيويًا يعكس الواقع الطبقي، والهوية الثقافية، والاغتراب الإنساني.

## هوامش
1. ↑  "The Nobel Prize in Literature 2012". NobelPrize.org (بالإنجليزية الأمريكية). Archived from the original on 2025-07-06. Retrieved 2025-08-06.
2. ↑  مو يان، "الصبي سارق الفجل"، ترجمة د. حسانين فهمي حسين، الهيئة المصرية العامة للكتاب، 2015.
3. ↑  حسانين فهمي حسين، حوار مع مو يان حول "الصبي سارق الفجل"، الميادين نت، 2017.
4. ↑  هاشم شفيق، «الصبي سارق الفجل.. نوبل للأدب تعود إلى تكريم الواقعية الاشتراكية»، الجزيرة نت، 21 مايو 2016، https://www.aljazeera.net/culture/2016/5/21/
5. ↑  فوزية شويش السالم، «الصبي سارق الفجل»، الجريدة الكويتية، 23 سبتمبر 2019، https://www.aljarida.com/articles/1569168344729293500 نسخة محفوظة 2021-04-13 على موقع واي باك مشين.
6. ↑  هاشم شفيق، «الصبي سارق الفجل.. نوبل للأدب تعود إلى تكريم الواقعية الاشتراكية»، الجزيرة نت، 2016.
7. 1 2  معتز حسانين، المرجع السابق.
8. 1 2  فوزية شويش السالم، المرجع السابق.
9. ↑  محمد عبد الرحمن، محمد (الجمعة، 24 مايو 2019 06:30 م). [الجمعة، 24 مايو 2019 06:30 م "استخدام العامية في "الصبى سارق الفجل".. تشعل الفتنة في عالم الترجمة"]. اليوم السابع. اطلع عليه بتاريخ 06-08-2025. {{استشهاد ويب}}: تحقق من التاريخ في: |تاريخ= (مساعدة) وتحقق من قيمة |مسار= (مساعدة)
10. ↑  معتز حسانين، «"الصبي سارق الفجل".. عينان تبحثان عن شيء ما»، الميادين نت، 21 ديسمبر 2017، https://www.almayadeen.net/culture/2403263/
11. ↑  هاشم شفيق، المرجع السابق.